# Amtsgericht Dresden

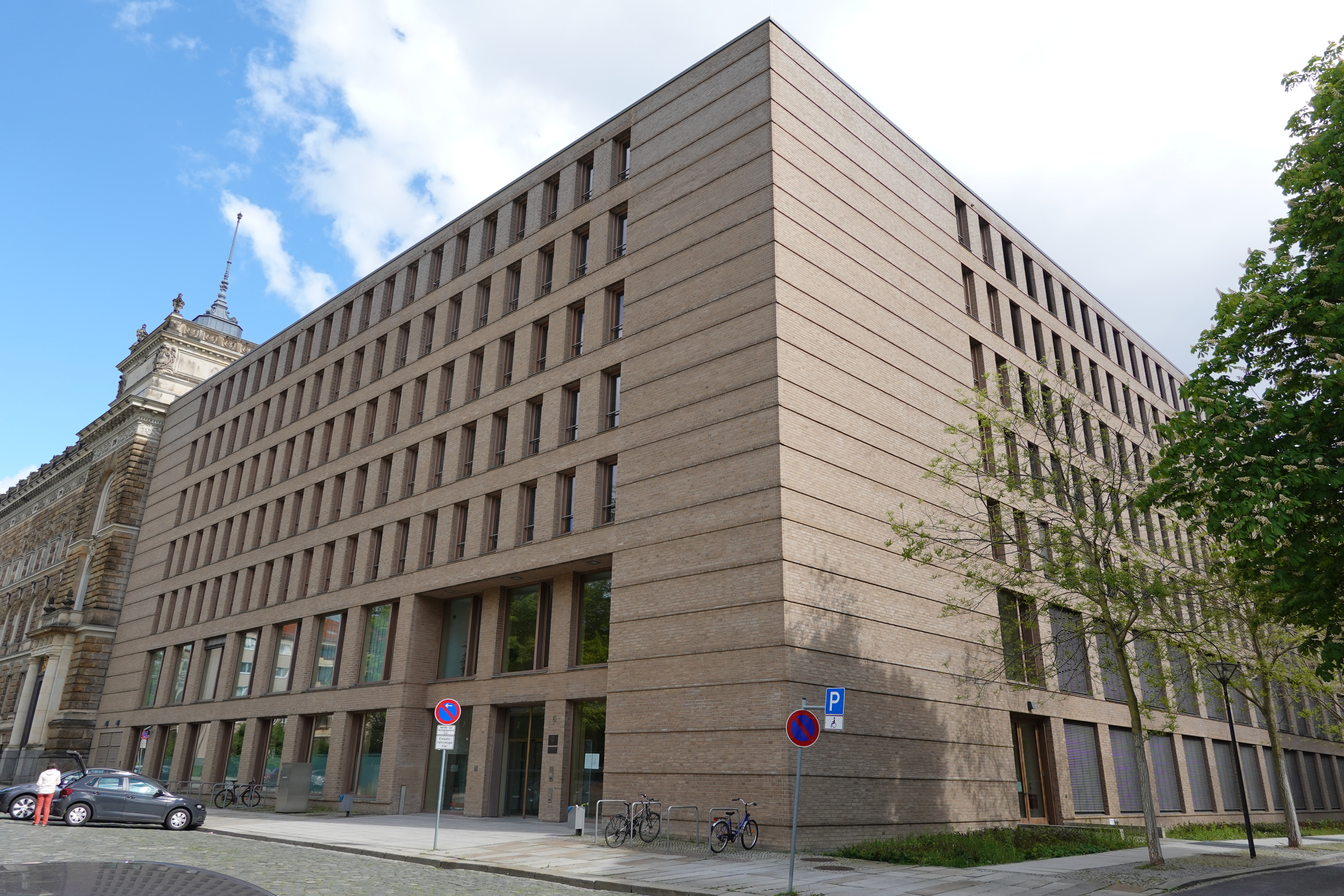
Gerichtsgebäude Roßbachstraße 6

Das Amtsgericht Dresden ist ein Gericht der ordentlichen Gerichtsbarkeit in Deutschland und eines von insgesamt 25 Amtsgerichten im Freistaat Sachsen.

## Gerichtssitz und -bezirk
Der Gerichtsbezirk des Amtsgerichts Dresden umfasst das Stadtgebiet von Dresden (§ 1 Abs. 4, Anlage Nr. 8 Sächsisches Justizgesetz). Der Hauptsitz des Gerichts befindet sich seit September 2012 in der Roßbachstraße 6. Das Grundbuchamt, die Insolvenzabteilung, das Registergericht, die Betreuungsabteilung sowie die Zwangsvollstreckungsabteilung haben ihren Sitz am Olbrichtplatz 1.
Dem Gericht unterstehen auch die sich im Gebiet der Landeshauptstadt Dresden befindlichen Schiedsstellen mit ihren Friedensrichtern.
Aufgrund der Konzentration von Zuständigkeiten in Sachsen ist das Amtsgericht Dresden zudem für folgende Verfahren zuständig:
- Verfahren der Gesamtvollstreckungs- und Insolvenzordnung sowie Führung der Handels-, Genossenschafts-, Partnerschafts-, Vereins- und Güterrechtsregister für die Amtsgerichtsbezirke Bautzen, Dippoldiswalde, Görlitz, Hoyerswerda, Kamenz, Meißen, Pirna, Riesa, Weißwasser und Zittau
- Zwangsversteigerungs- und Zwangsverwaltungsverfahren für die Amtsgerichtsbezirke Dippoldiswalde, Meißen, Pirna und Riesa
- Verfahren nach dem StaRUG zentral für den gesamten Freistaat Sachsen

## Übergeordnete Gerichte
Dem Amtsgericht Dresden sind das Landgericht Dresden und im weiteren Instanzenzug das Oberlandesgericht Dresden sowie der Bundesgerichtshof übergeordnet.
Das Amtsgericht Dresden ist – neben den Amtsgerichten Chemnitz und Leipzig – eines der drei Präsidialamtsgerichte in Sachsen. Die Dienstaufsicht über das Amtsgericht Dresden als Justizverwaltungsbehörde (d. h. die nicht-richterliche Tätigkeit) obliegt daher dem Präsidenten des Oberlandesgerichtes Dresden. Dienstaufsichtsbehörde aller anderen Amtsgerichten ist der Präsident des jeweiligen örtlichen Landgerichtes und danach der Präsident des Oberlandesgerichtes.

## Geschichte

### Bildung nach dem Gerichtsverfassungsgesetz
Zum 1. Oktober 1879 trat das Gerichtsverfassungsgesetz des Deutschen Reichs in Kraft und wurde durch Landesrecht umgesetzt. Ein Gesetz des Königreichs Sachsen vom 1. März 1879 bestimmte die Errichtung eines Oberlandesgerichts mit Sitz in Dresden und von Landgerichten in Dresden, Leipzig, Bautzen, Zwickau, Chemnitz, Freiberg und Plauen. Eine königliche Verordnung vom 28. Juli 1879 bestimmte die Bezirke der Landgerichte und ordnete die Bildung von 105 Amtsgerichten in Sachsen an. Dem Landgericht Dresden war dabei u. a. das Amtsgericht Dresden als Gericht der ersten Instanz unterstellt. Aufgelöst wurde das zwischen 1856 und 1879 bestehende Gerichtsamt Dresden, das bisherige Eingangsgericht.
Der Gerichtssprengel umfasste Dresden, Altfranken, Babisnau, Bannewitz mit Neubannewitz, Blasewitz mit Waldpark, Boderitz, Boxdorf mit Baumwiese, Briesnitz, Buchholz, Bühlau mit Bühlauer Grund, Neubühlau und Quohren, Burgstädtel, Coschütz (Alt- und Neu-), Cossebaude (Vorder- und Hinter-), Cotta mit Elbhäusern, Cunnersdorf bei Helfenberg, Dippelsdorf, Dölzschen, Eichbusch, Eisenberg mit Auerhaus, Eutschütz, Gaustritz, Gönnsdorf, Golberode, Gompitz, Goppeln, Gostritz, Großdobritz, Gruna mit Daheim und grüner Wiese, Rittergut Helfenberg, Helfenberger Grund, Hosterwitz mit Keppgrund, Kaditz mit Kleinkaditz bei Serkowitz und Neukaditz bei Trachau, Kaitz, Kauscha, Kemnitz, Kleindobritz, Kleinnaundorf, Kleinpestitz, Klotzsche, Kötzschenbroda mit Ortsteil Fürstenhain, Krieschendorf, Laubegast, Leuben, Leubnitz, Leuteritz mit Neuleuteritz, Leutewitz, Lindenau, Lockwitz, Löbtau, Loschwitz, Maltzschendorf, Merbitz, Mickten, Mobschatz, Mockritz mit Kleinmockritz, Moritzburg, Naundorf mit Kroatenplatz, Naußlitz, Neunimptsch mit Juchhöh und rote Häuser, Neuostra, Nickern, Niedergohlis, Niedergorbitz, Niederlößnitz, Niederpoyritz, Niedersedlitz, Nöthnitz, Obergohlis, Obergorbitz, Oberlößnitz mit Hoflößnitz, Oberpoyritz, Oberwartha, Ockerwitz, Omsewitz, Pappritz, Pennrich, Pieschen, Pillnitz, Plauen, Podemus, Porsberg mit Maix, Praschütz, Prohlis, Radebeul, Räcknitz, Rähnitz, Reichenberg mit Lößnitzgrund und Reichenberg bei Boxdorf, Reick, Reitzendorf, Rennersdorf, Rippien mit goldener Höhe, Rochwitz, Rockau mit Rockauer Grund, Rosentitz, Roßthal, Schönfeld, Schullwitz, Seidnitz mit „am Albertspark“, Serkowitz mit weißem Roß und Weintraube, Sobrigau, Söbrigen, Stetzsch, Strehlen, Striesen mit Neustriesen, Tolkewitz, Torna, Trachau, Trachenberge mit Hellerberge und wildem Mann, Uebigau, Wachwitz mit Königs-Weinberg, Wahnsdorf mit Grundmühlen und Wilhelmshöhe, Weißer Hirsch, Weißig bei Dresden mit Haidemühle und Vierhäuser, Welschhufe mit Neuwelschhufe, Wilschdorf, Wölfnitz, Zaschendorf, Zitzschewig mit Rietzschkegrund, Zöllmen, Zschertnitz und die Fischhäuser, Langebrücker, Moritzburger, Dresdner, Pillnitzer und Ullersdorfer Forstreviere. Das Amtsgericht Dresden war eines von 14 Amtsgerichten im Bezirk des Landgerichtes Dresden. Der Amtsgerichtsbezirk umfasste danach 281.719 Einwohner. Das Gericht hatte damals 28 Richterstellen und war damals das mit Abstand größte Amtsgericht im Landgerichtsbezirk. Es war gleichzeitig Elbzollgericht.

### Kreisgericht Dresden-Mitte und Kreisgericht Dresden
Mit der Verordnung zur Änderung von Gerichtsbezirken im Lande Sachsen vom 5. Mai 1951 wurden die Gerichtsbezirke in der DDR an die Landkreise angepasst. Der Sprengel des Amtsgerichts Dresden war damit der Stadtkreis Dresden. In der DDR wurden 1952 die Amtsgerichte und damit auch das Amtsgericht Dresden aufgehoben und Kreisgerichte gebildet. Nach dem Ende der DDR wurden die Aufgaben der ehemaligen Dresdner Kreisgerichte auf das Kreisgericht Dresden-Mitte übertragen, das seitdem die Bezeichnung Kreisgericht Dresden trägt.

### Neubildung des Amtsgerichts
Die Zuständigkeiten des Kreisgerichts Dresden wurden am 31. Dezember 1992 an das neu gebildete Amtsgericht Dresden übertragen. Der Hauptsitz befand sich bis September 2012 in der Berliner Straße 7–13.